# Přírodní park Jevišovka
Přírodní park Jevišovka je chráněná přírodní oblast v Jihomoravském kraji o rozloze 136,80 km². Rozkládá se v Jevišovické pahorkatině severně od Znojma, v okolí města Jevišovice. Na severu na něj navazuje přírodní park Rokytná.
Územím přírodního parku protéká řeka Jevišovka, jejímiž nejvýraznějšími přítoky jsou Nedveka a Plenkovický potok. Většina území parku je zalesněna.